# شهرداری آدیگنی
شهرداری آدیگنی (گرجی: ადიგენის მუნიციპალიტეტი) یکی از شهرداری‌های استان سامتسخه-جاواختی در گرجستان است. مساحت این ناحیه حدود ۷۹۹٫۶ کیلومتر مربع (۳۰۹ مایل مربع) است. جمعیت این ناحیه در سال ۲۰۱۴ میلادی، ۱۶۴۶۲ نفر بوده‌است. مرکز اداری آن آدیگنی است.